# Шпиц (Вахау)
Шпиц (Вахау) (нем. Spitz (Wachau)) — ярмарочная коммуна (нем. Marktgemeinde) в Австрии, в федеральной земле Нижняя Австрия. 
Входит в состав округа Кремс-Ланд.  Население — около 1,6 тыс. человек. Занимает площадь 23,83 км². Официальный код  —  31344.

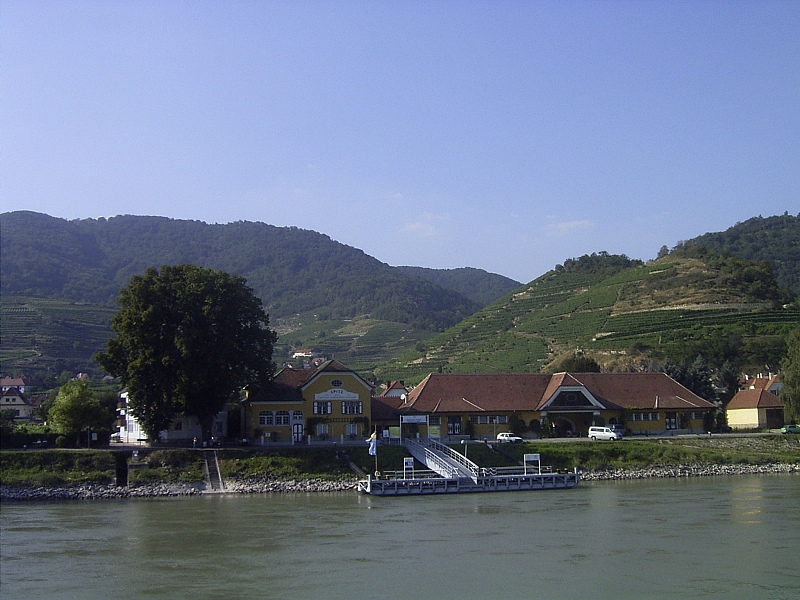
Шпиц (Вахау)

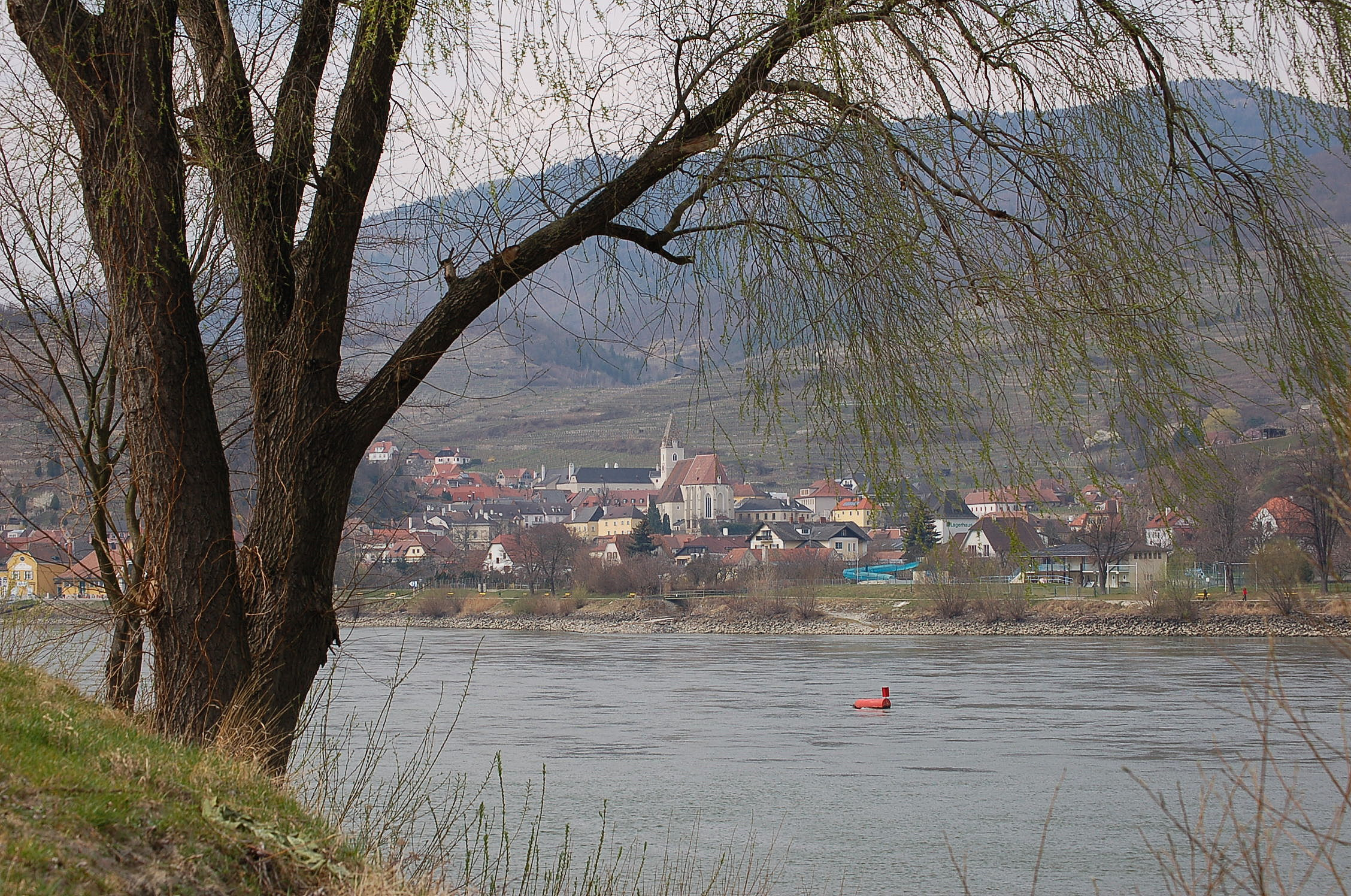
Шпиц (Вахау)

## Политическая ситуация
Бургомистр коммуны — Ханнес Хирцбергер (АНП) по результатам выборов 2005 года.
Совет представителей коммуны (нем. Gemeinderat) состоит из 19 мест.
- местный список: 13 мест.
- СДПА занимает 3 места.
- Партия SGL занимает 3 места.